# Dausse
Dausse é uma comuna francesa na região administrativa da Nova Aquitânia, no departamento Lot-et-Garonne. Estende-se por uma área de 7 km². Em 2010 a comuna tinha 530 habitantes (densidade: 75,7 hab./km²).